# Arnac-sur-Dourdou
 Arnac-sur-Dourdou  là một xã ở tỉnh Aveyron, thuộc vùng Occitanie ở miền nam nước Pháp.

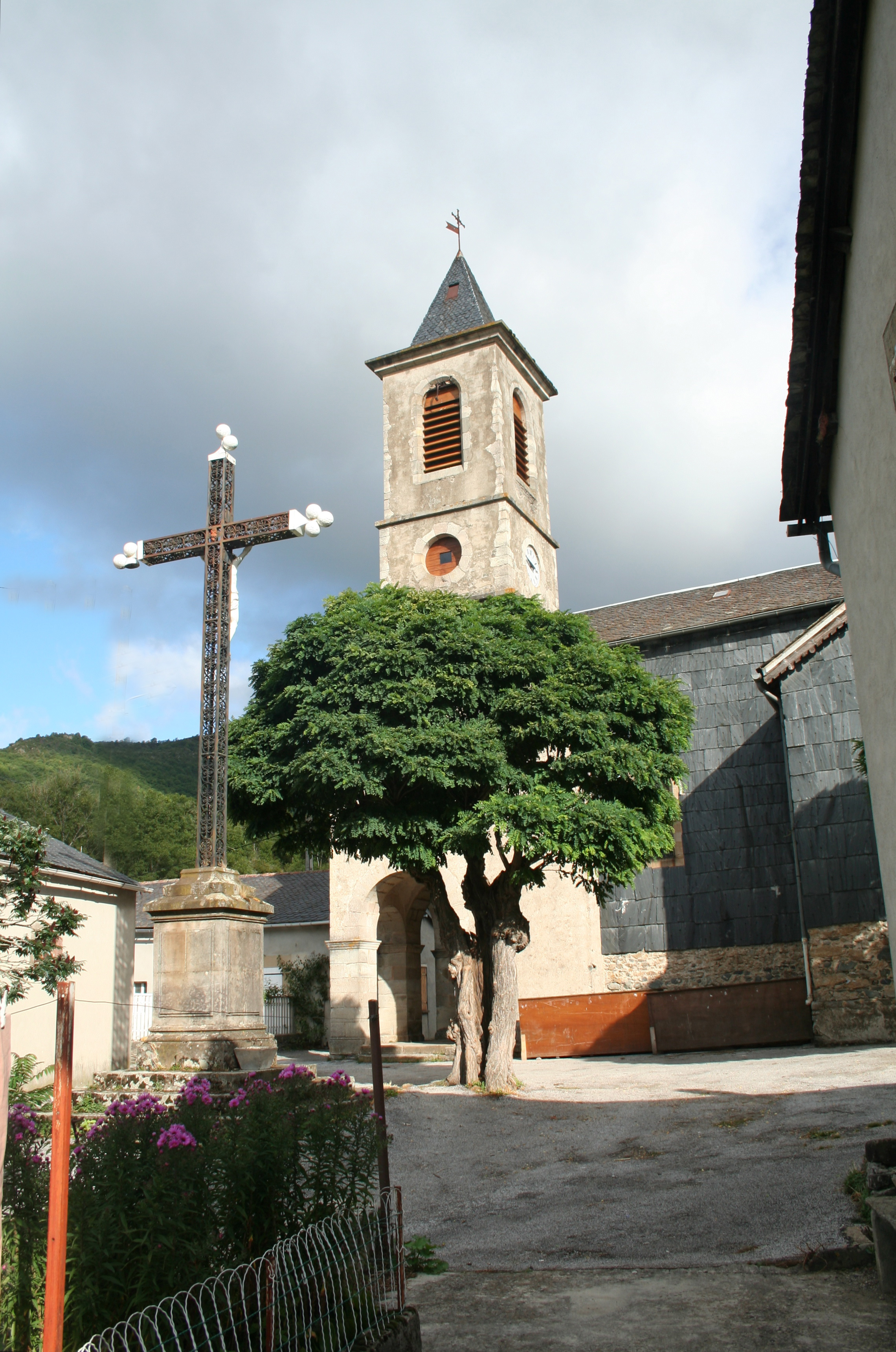